# 檢索增強生成
檢索增強生成（英語： Retrieval-augmented generation, RAG) 是赋予生成式人工智能模型資訊檢索能力的技术。檢索增強生成最佳化大型语言模型(LLM) 的交互方式，讓模型根据指定的一组文件回應使用者的查詢，并使用这些資訊增强模型从自身庞大的静态训练数据中提取的資訊。檢索增強生成技術促使大型語言模型能够使用特定领域或更新後的資訊。應用案例，包括讓聊天机器人訪問公司內部資料，或来自權威來源的事實資訊。